# Etyl
Etyl est un groupe d'electropop français. Il est formé en 2001 et personnifié par sa chanteuse Églantine Hermand, avant sa dissolution en 2010.

## Biographie
Le groupe, immédiatement soutenu par Bernard Lenoir sur France Inter dès 2002, sort une première démo de six titres en 2003, puis un premier album, La Tortue en autoproduction en 2005. Le style de l'album est un mélange de différentes influences, du jazz contemporain à l'electro en passant par la chanson française, avec des accents trip hop. Les instruments acoustiques (notamment le violon très présent) sont agrémentés d'une production de sons électroniques minimalistes.
Etyl se lance dans une période de tournée de fin 2006 à début 2007. Un clip du single J'aime pas Noël est publié entretemps. Le groupe se lance dans la préparation de son deuxième album dans le courant de l'année puis est engagée pour faire les premières parties de Zazie en octobre 2007. Le nouvel album, Les Souris, sort le 25 mars 2008. L'électronique y est moins présente, Etyl ayant voulu se concentrer sur des sons plus acoustiques. Les thèmes et les genres sont plus variés, le jazz restant un élément prépondérant mais certains morceaux explorent le rock, le funk, ou la chanson française.
Après quelques années d'inactivité, le projet Etyl cesse définitivement ses activités musicales vers 2010.

## Discographie
- 2005 : La Tortue (Lady Blue, réédité en 2006 par Recall Group[1])
- 2008 : Les Souris (Lady Blue)